# Misofonía
La misofonía—del griego μίσος mísos ‘aversión’ y φωνή foné ‘sonido’— o sensibilidad selectiva al sonido o furia sonora -, es un trastorno neurológico que consiste en la intolerancia a los sonidos cotidianos producidos por el cuerpo de otras personas, como comer, sorber, toser, masticar, o también por sonidos producidos al utilizar ciertos objetos, los cuales pueden desencadenar ansiedad y conductas agresivas en el paciente. La misofonía se asocia a un trastorno obsesivo-compulsivo de la personalidad y según algunos estudios podría estar causado por experiencias negativas asociadas a sonidos específicos. El término fue acuñado por los médicos estadounidenses especializados en otorrinolaringología Pawel y Margaret Jastreboff, pero no tiene reconocimiento oficial en las clasificaciones de trastornos psiquiátricos aceptadas internacionalmente: DSM-5 e ICD-10. Por lo tanto, es importante tener en cuenta que el término misofónico o misofónica es de aparición reciente en la literatura médica, y su uso no está consensuado para calificar a los pacientes que presentan estos síntomas.

## Historia
El término misofonía fue acuñado en el año 2000 por los médicos estadounidenses especializados en otorrinolaringología Pawel Jastreboff y Margaret Jastreboff y se define como la disminución de tolerancia a determinados sonidos.
Se cree que es un trastorno psiquiátrico, puede estar causado por experiencias negativas que son resultado de sonidos específicos. Desde el punto de vista de quien padece misofonía, se podría utilizar el símil de comparar el cuerpo humano con una orquesta desafinada que emite sonidos extraños que son percibidos como agresiones por el paciente afectado de misofonía.

## Misofonía, hiperacusia y fonofobia
A diferencia de la hiperacusia, la misofonía es específica para ciertos sonidos.
Poco se sabe acerca de los circuitos neurológicos que podrían estar involucrados en la aparición de los síntomas. Se ha especulado que la ubicación anatómica puede ser más central que la involucrada en la hiperacusia.
La hiperacusia es una condición por la que un individuo no tolera los sonidos que lo rodean. Es importante aquí anotar que un individuo con hiperacusia no tolera ciertos sonidos, no porque el sonido en sí le resulte desagradable, sino porque lo percibe a una intensidad/volumen mayor que el resto (es como si los sonidos fuertes se amplificaran en sus oídos), hasta el punto de producirle malestar y dolor. El concepto de fonofobia se refiere a una aversión o fobia a determinados sonidos aun cuando estos sean de intensidad moderada o leve, la fonofobia se encuadra dentro de los trastornos fóbicos ya que en realidad es una aversión psicológica a determinados sonidos concretos independientemente de su intensidad. En ciertos casos puede coexistir fonofobia con hiperacusia. En muchas ocasiones es difícil distinguir entre estos trastornos y la misofonía, por lo que deben evitarse los autodiagnósticos y en caso de que exista un problema que afecta a la vida cotidiana, lo más recomendable es ponerse en manos del médico o profesional sanitario para que evalúe la situación.
Quienes padecen de misofonía se sienten comúnmente molestos, incluso furiosos, por sonidos tan comunes como los producidos por otras personas al comer, respirar, olfatear, toser o sonarse. También por ciertas consonantes, sonidos repetitivos, o bien, por sonidos provocados por personas al utilizar ciertos objetos. Los individuos que la padecen pueden desarrollar ansiedad intensa, sudor en las manos, movimientos involuntarios de partes del cuerpo, comportamientos agresivos para con los demás o contra objetos y una conducta de evitación (eludir relaciones personales), lo cual puede propiciar la disminución de la socialización. Algunas personas pueden sentir impulso de imitar, mediante mímica, lo que escuchan.

## Prevalencia y comorbilidad
Actualmente se desconoce la prevalencia de la misofonía. Los grupos de personas que se identifican con esa condición sugieren que es más común de lo previamente reconocido. En algunas encuestas a pacientes con tinnitus (tintineo), que es frecuente en el 4-5 % de la población en general, se reporta prevalencia de hasta 60 %. En un estudio de 2010 se obtuvo una cifra de 10 %.

## Escala de activación Misophonia (MAS-1)
La siguiente escala es una traducción de The Misophonia Activation Scale (MAS-1) adaptada al español. Los síntomas se escalonan desde el nivel 0, sin síntomas, al nivel 10, uso de la violencia física contra otra persona o animal. En los niveles intermedios, niveles 4-6, el paciente manifiesta malestar psíquico importante y una respuesta de huida o conductas que pueden considerarse socialmente inadecuadas, como taparse las orejas para no oír el sonido que le molesta.
| Nivel | Síntomas |
| ----- | --- |
| 0     | La persona afectada de misofonía oye un sonido que reconoce, pero no siente ninguna molestia. |
| 1     | La persona afectada es consciente de la presencia de una persona conocida, pero no siente ninguna ansiedad. |
| 2     | Un sonido conocido provoca malestar psíquico: irritación y/o molestia en el paciente. No hay síntomas de pánico o respuesta de lucha o huida. |
| 3     | La persona siente crecientes niveles de malestar psíquico, pero no reacciona de forma violenta. |
| 4     | La persona con misofonía se involucra en una mínima respuesta física sin confrontaciones o agresiones, tales como pedir a la persona que le molesta que deje de hacer ruido, cubrirse discretamente un oído, o pasar tranquilamente lejos del ruido. No hay pánico o síntomas de pánico. |
| 5     | La persona con misofonía adopta mecanismos de supervivencia más polémicos, como cubrirse las orejas, imitar a la persona que le causa la molestia o mostrar irritación manifiesta. |
| 6     | La persona con misofonía experimenta malestar psíquico considerable. Por ejemplo, síntomas de pánico o una respuesta de lucha o huida. |
| 7     | La persona con misofonía experimenta malestar psíquico considerable. El paciente puede volver a imaginar el sonido que le molesta repetidamente durante semanas, meses o incluso años después del evento.                                                                                |
| 8     | La persona con misofonía experimenta malestar psíquico considerable. Aparecen algunas ideas de violencia. |
| 9     | La persona con misofonía presenta pánico o una reacción de rabia y agresividad. Puede imaginarse el uso de la violencia física sobre un objeto inanimado. |
| 10    | Nivel máximo de misofonía. Uso real de la violencia física contra una persona o un animal (por ejemplo, una mascota doméstica). La violencia puede ser infligida a sí mismo (autodaño).                                                                                                  |

## Sonidos y ruidos desencadenantes
- Ruidos de la boca en general (el más generalizado)[13]
- Mascar chicle[14]
- Risas
- Raspar el tenedor con los dientes al comer
- Sorber líquidos
- Succionar el aire entre los dientes y la lengua para sacar restos de comida
- El crujir al comer patatas fritas de bolsa (o similares)
- El ruido de tragar comida
- El sonido al morder y pelar pipas de girasol
- Silbidos
- Ladridos de perros
- Bostezos continuos
- Taconeo, como pasos de un vecino del piso superior
- Suspiros continuados[15]
- Hacer gárgaras
- Un cubierto rascando algún plato u olla.
- Los besos ruidosos, incluso en series o películas
- Ruidos de la nariz
- Respiración fuerte (o no tan fuerte)[16]
- El teclado y el clic de ratón de una computadora
- El goteo de un grifo[17]
- El tic tic constante de un bolígrafo
- El tic tac de algunos relojes
- Ruido de uñas entre sí o hurgarse constantemente entre las uñas: en ambos casos puede aparecer irritación sin que haya ruido
- Carraspeo de la garganta
- Ruido al rascarse partes del cuerpo como los brazos o piernas
- El sonido de las notificaciones o el tono del teclado de un teléfono
- El sonido que se genera al tronarse los dedos
- El tintineo metálico de llaves o monedas
- El doblar papel o el roce de algún objeto con éste
- El sonido al arrastrar los pies al andar
- El sonido que hacen las bolsas de plástico al manipularse

En general, casi todos los sonidos que se emiten de manera repetitiva o siguiendo un patrón.
Además, también existe molestia por estímulos visuales repetitivos como:
- Una persona moviendo el pie con nerviosismo
- Gesticular rápido con la mano

## Tratamiento
Mientras que algunas personas que padecen misofonía tratan de enmascarar los ruidos que causan su trastorno con música, otras personas simplemente los intentan evitar ausentándose o huyendo de los lugares donde se producen los sonidos que les molestan. Dependiendo de la gravedad e incidencia de la misofonía, las consecuencias pueden llegar a ser muy serias para la persona que la padece. El paciente deja de tener relaciones personales, de involucrarse en actividades sociales, e incluso puede llegar a abandonar el hogar y discutir con otras personas sin que ellos puedan llegar a comprender qué es lo que le ocurre.
Las personas que padecen misofonía se sienten alienadas e incomprendidas porque se les suele tildar de histéricas o exageradamente sensibles, en ocasiones malhumoradas. Es transcendental y de vital importancia acudir al médico para que se pueda diagnosticar esta condición y probarse a sí mismo que no es una invención o un estado de ansiedad que le lleva a no soportar los sonidos de otras personas[cita requerida].
El psiquiatra puede recomendarle distintos tipos de tratamiento, como por ejemplo la terapia cognitivo-conductual, que aunque no curen la misofonía, ayudan al paciente a tolerarla. Asimismo, poder hablar acerca del problema que se padece puede ser de gran ayuda.